# Самце (дзонгхаг)
Самце (дзонґ-ке བསམ་རྩེ་རྫོང་ཁག་) — дзонгхаг у Бутані, відноситься до Західного дзонгдею. Адміністративний центр — Самце.

## Історія
Історично Самце був малозаселеним, так як горяни-бутанці вважали клімат в тропічних низинах нездоровим. На початку XX століття сюди для вирубки лісу стали залучати непальців, і населення Самце стали зростати.

## Населення
У Самце проживає маловивчене плем'я доя, населення якого складається приблизно з тисячі осіб. Бутанці вважають, що це аборигени, які жили тут ще до міграції тибетців з півночі.

## Адміністративний поділ
До складу дзонгхагу входять 16 гевогів:
| - Бара - Біру - Гхумауней - Денчукха - Дорокха - Дунгто - Лехерені - Майона | - Найнітал - Паглі - Самце - Сіпсу - Тадінг - Тенду - Чаргхарі - Ченгмарі |

Частина гевогів об'єднані в два дунгхаги (Сіпсу і Дорокха. Всього в дзонгхагу 292 села, 3 міста (Самце, Сіпсу і Гомту), 6789 домогосподарств.
Частина дзонгхагу розташована в охоронній зоні Торса (англ. Toorsa Strict Nature Reserve).

## Визначні пам'ятки
В дзонгхагу є 8 лакхангів: по одному в Сіпсу, Ченгмарі, Чаргхарі, Йєселце, Уг'єнце, Тенду і два в Дорокха.